# Saint Lucia
Saint Lucia (francia Sainte-Lucie, kreol Sent Lisi) a Kis-Antillák Szél felőli-szigetcsoportjának ívében fekvő szigetállam. A Saint Vincent és a Grenadine-szigetektől észak-északkeletre, Barbadostól északnyugatra, Martinique-tól délre helyezkedik el.
Első európai gyarmatosítói, a franciák, 1660-ban kötöttek szerződést a helybeli karibi törzzsel. 1663 és 1667 között britek uralták a szigetet. A következő években, amikor háború dúlt az angolok és franciák között, a sziget 14-szer cserélt gazdát. 1814-ben végül a britek szerezték meg a sziget irányítását. Mivel olyan gyakran cserélt gazdát, a szigetet a „Nyugat-Indiák Helénájaként” is ismerik.
1958 és 1962 között a sziget a Nyugat-Indiai Szövetség tagja volt. 1979. február 22-én Saint Lucia kikiáltotta függetlenségét a Nemzetközösségen belül. Az ország a Frankofónia Nemzetközi Szervezetének is tagja.

## Az országnév eredete
A sziget siracusai Szent Lúciáról kapta nevét. Saint Lucia a világ egyetlen országa, amely egy nő nevét viseli. Nem világos azonban, hogy ki nevezte el a szigetet.  A szigetlakók egy része szerint Kolumbusz Kristóf fedezte fel Saint Luciát 1498. december 13-án, Luca-napon, de történészek erre máig nem találtak bizonyítékot. Valószínűbb magyarázat az, hogy a szigetet franciák nevezték el a 16. században, amikor többször is kikötöttek a szigeten. Az ehhez kapcsolódó legenda az, hogy a sziget francia tengerészektől kapta a nevét, akik Luca-napon szenvedtek hajótörést a sziget közelében. Annyi bizonyos, hogy 1529-ben a sziget Diego Ribero portugál születésű spanyol térképész térképén már S. Luzia néven szerepel.

## Földrajza, természeti környezete

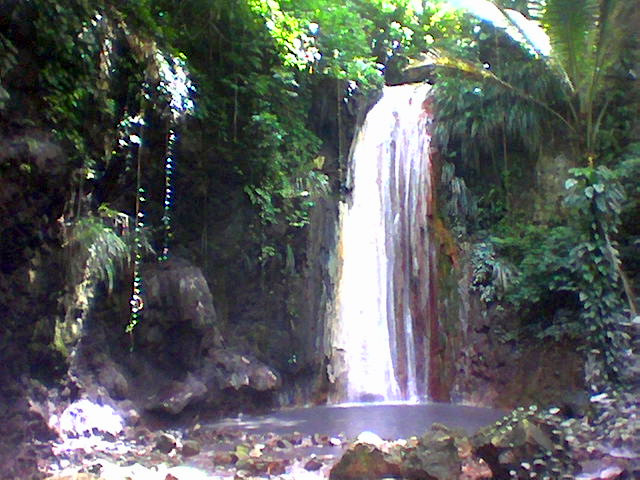
Diamond-vízesés

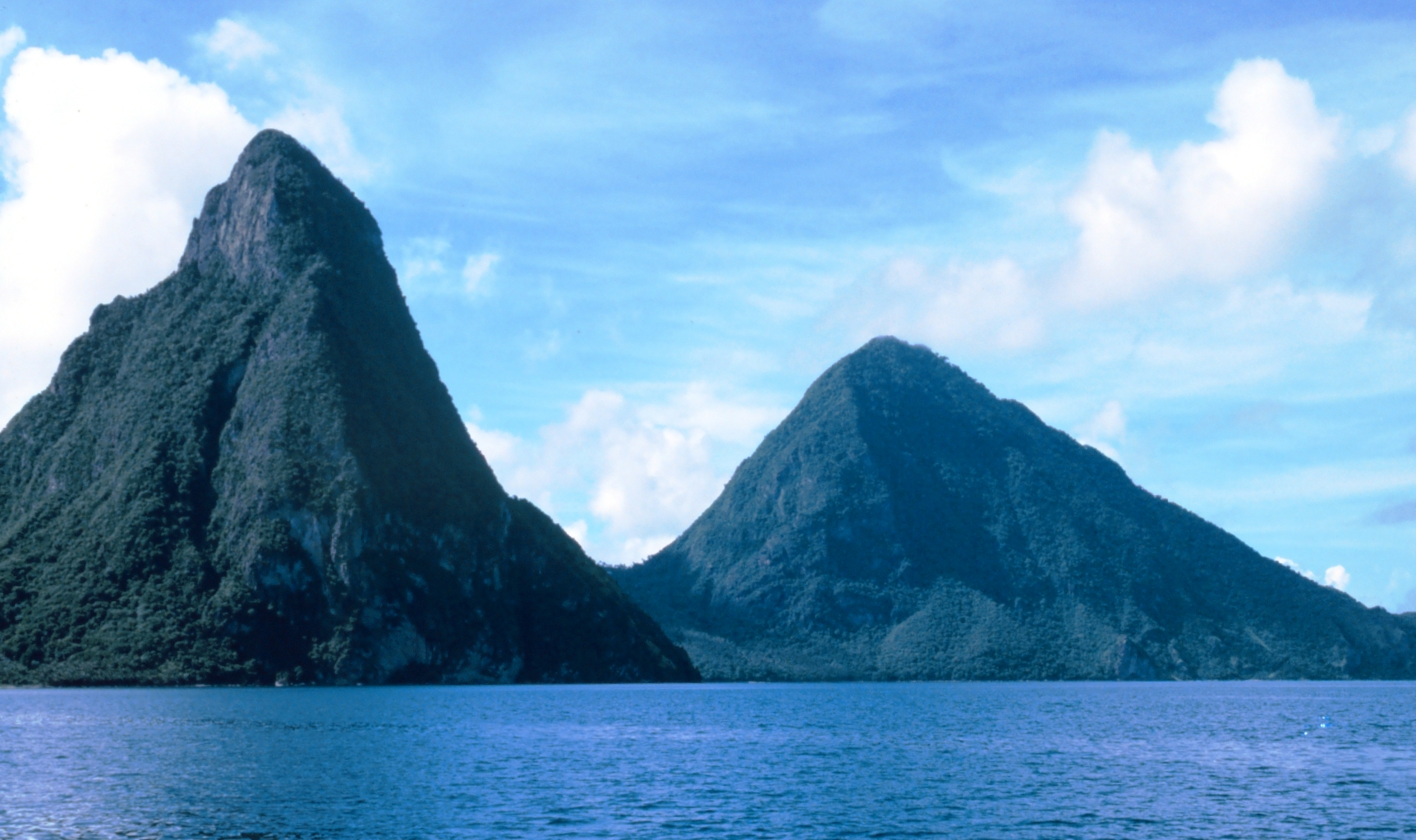
Piton-hegyek

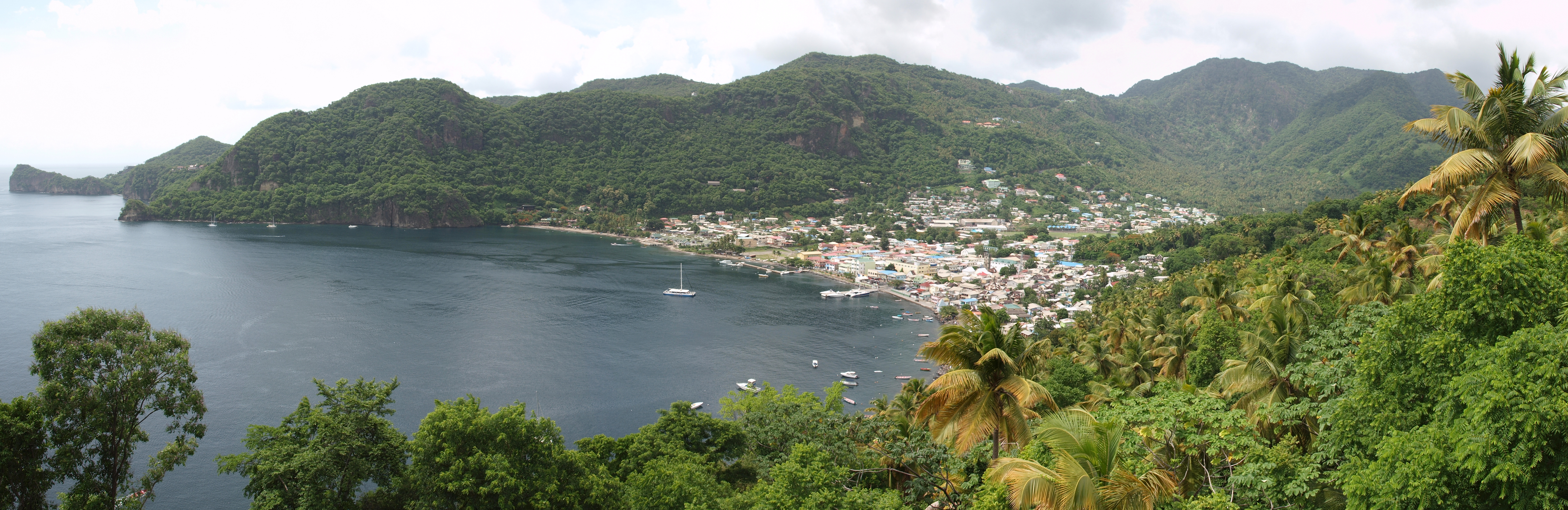
Soufriére város környéke

### Domborzata
A Kis-Antillák Szél felőli szigetek csoportjába tartozó, vulkanikus eredetű szigeten elterülő ország. Északi része 200–300 m magas dombvidék termékeny medencékkel, középső és déli része hegyvidék. Legmagasabb pontja: Mount Gimie, 950 méter. A sziget jellegzetes tájképét adó Piton-hegyek a természeti világörökség részei.

### Vízrajza
A sziget túl kicsi nagyobb vízfolyások kialakulására.

### Éghajlata
Saint Lucia éghajlata trópusi, az átlagos középhőmérséklet 26 °C. Évente 1500 mm eső esik az alacsonyabb fekvésű területeken, míg a hegyekben 3500 mm csapadék van. Az esős évszak májustól augusztusig tart.

### Növény- és állatvilága

#### Nemzeti park
Pigeon Island (Galambsziget) Nemzeti Park régi brit erőd egy szigetecskén a nyugati part előtt.

#### Természeti világörökség
Az UNESCO a természeti világörökség részévé nyilvánította a sziget jellegzetes tájképét adó Piton-hegyeket.

## Történelem

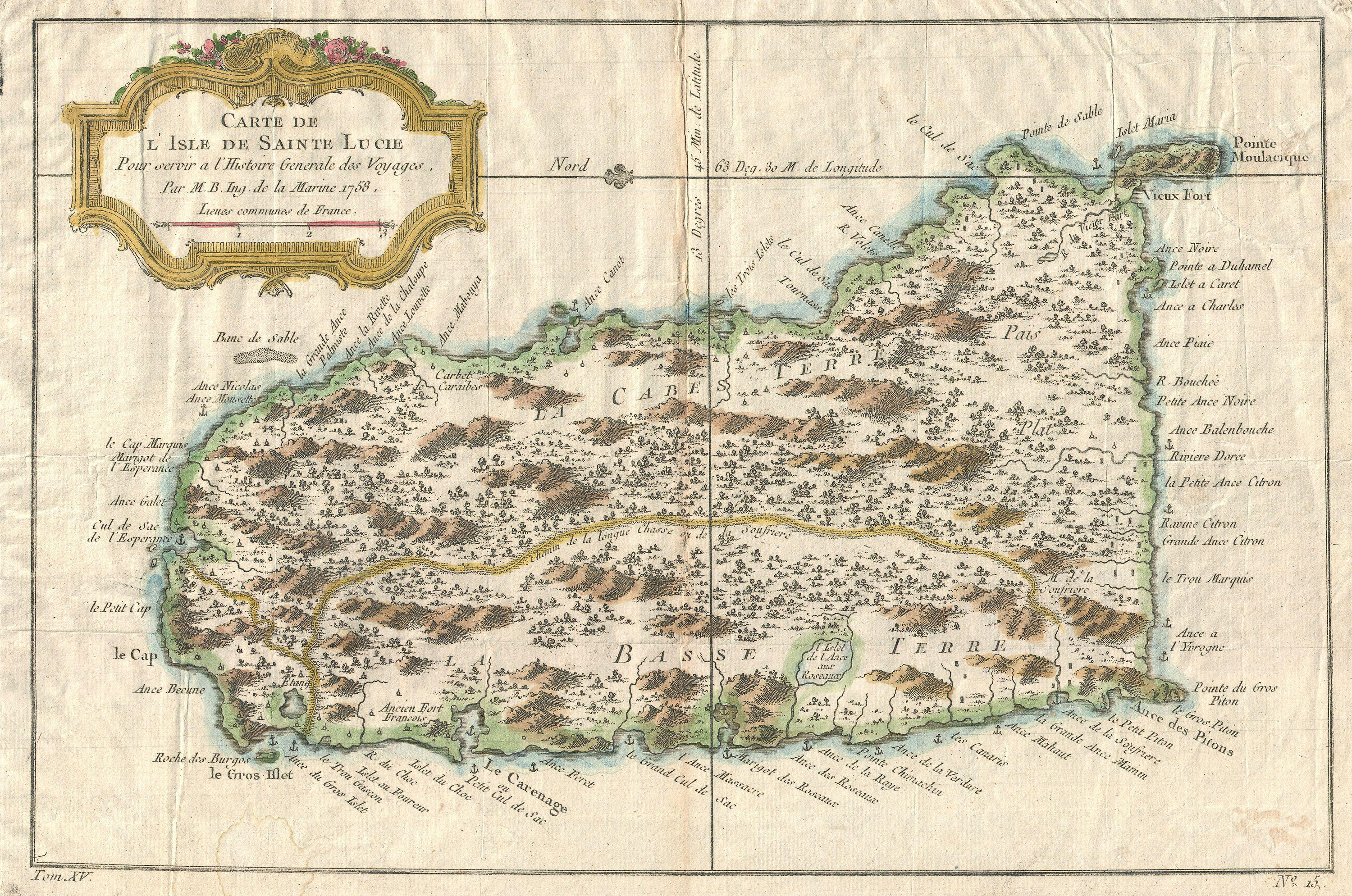
Saint Lucia térképe 1758-ból.

A szigetet 1502-ben, Szent Lucia napján fedezte fel Kolumbusz. A karib indiánok lakta szigeten az angolok létesítettek települést 1605-ben, de a harcias őslakosok menekülésre kényszerítették őket. 1651-ben a szigetet a franciák foglalták el, majd az angolokhoz került.
Saint Lucia hovatartozása 1814-ig tizennégyszer változott, miközben az őslakos indiánokat kiirtották. 1814-ben végül Nagy-Britannia gyarmata lett, majd 1838 és 1956 között a Szél felőli szigetek nevű brit gyarmat része volt. 1958-ban csatlakozott a Nyugat-indiai Föderációhoz, amelynek felbomlásáig, 1962-ig volt a tagja. 1967-ben Nagy-Britannia társult állama lett, majd 1979-ben elnyerte teljes függetlenségét a brit Nemzetközösségen belül.

## Népessége, lakossága

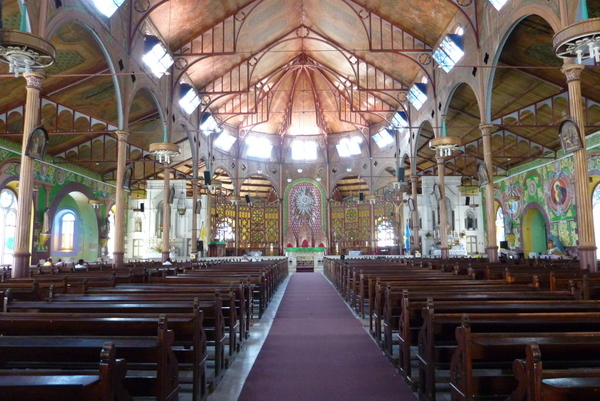
Castries katedrálisának belseje

Az ország népessége 160 145 fő, melynek 38%-a él városokban. A népességnövekedés 1,25%-os, az írástudatlanság 33%-os. A lakosság 90%-a fekete, 6%-a mulatt, 3%-a indiai, 1%-a pedig fehér.
| Lakosok száma | 89 901 | 97 877 | 106 458 | 114 551 | 124 468 | 140 159 | 150 994 | 161 766 | 175 200 | 167 591 |
|               | 1960   | 1966   | 1972    | 1978    | 1984    | 1991    | 1997    | 2003    | 2009    | 2023    |

Saint Lucia lakosságának nagy része afrikai származású (81%). Megtalálható jelentős számban kevert népesség is (11,9%), indo-karibi vagy indiai csoportok 2,4%-ban, és kisebb európai csoportok (francia, brit és ír gyarmatosítók leszármazottai). Más etnikumok csoportjai még 3,1%-ot tesznek ki. Található itt görög, libanoni, szí, olasz, kínai, észak-amerikai, portugál és német.
A hivatalos nyelv az angol, de a francia alapú antillai kreol nyelvet is beszéli a lakosság 80%-a. Ezt az irodalomban, zenében és hivatalos közegben is használják. A franciából, afrikai nyelvekből és a karibi nyelvből képződött. Saint Lucia a frankofón országok tagja.
Saint Lucia adja a világon az egy főre eső második legtöbb Nobel-díjast. Két díjazott származik a szigetről: Sir Arthur Lewis, aki 1979-ben nyert közgazdasági Nobel-emlékdíjat, és Derek Walcott, aki 1992-ben irodalmi Nobel-díjat kapott. Mindketten január 23-án születtek, de különböző évben.
A lakosság mintegy 70%-a római katolikus, ez még a katolikus francia gyarmati uralom idejéből származik. A maradék a többi keresztény vallásokhoz tartozik, vannak itt hetednapi adventisták (7%), pünkösdisták (6%), anglikánok (2%), evangélikusok (2%) és baptisták. A lakosság 2%-a rasztafari hívő.
Saint Luciáról főképp anglofon országokba vándorolnak, elsősorban az Egyesült Királyságba, ahol mintegy 10 000 Saint Lucia-i él, és 30 000 olyan angol, akinek Saint Lucia-i ősei vannak. A második legkedveltebb úticél az Egyesült Államok, aki 14 000-en élnek. Kanadában is számos Saint Lucia-i él. Spanyolországban és Franciaországban található még 124 és 117 Saint Lucia-i.

### Városok

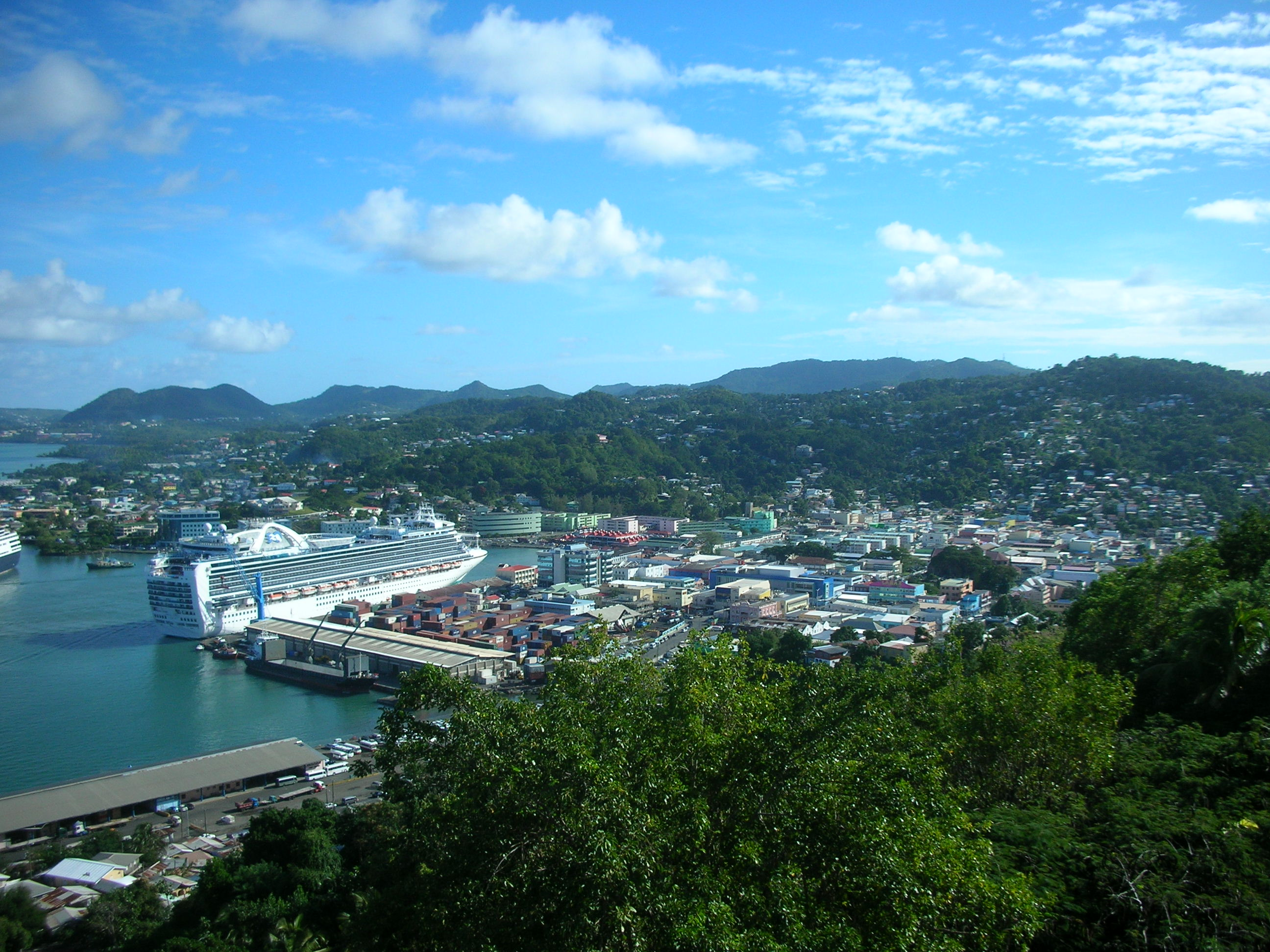
A főváros, Castries egy képe

| Saint Lucia települései |                |                      |                      |                 |              |
| Rangsor                 | Név            | Lakosság             | Lakosság             | Lakosság        | Kerület      |
| Rangsor                 | Név            | 1991-es népszámlálás | 2001-es népszámlálás | 2005-ös becslés | Kerület      |
| 1.                      | Castries       | 11 100               | 10 634               | 11 293          | Castries     |
| 2.                      | Bexon          | n.a.                 | 7 119                | 7 560           | Castries     |
| 3.                      | Babonneau      | n.a.                 | 5 138                | 5 457           | Castries     |
| 4.                      | Ciceron        | n.a.                 | 3 577                | 3 799           | Castries     |
| 5.                      | Dennery        | 2 500                | 3 051                | 3 149           | Dennery      |
| 6.                      | La Clery       | n.a.                 | 2 801                | 2 975           | Castries     |
| 7.                      | Vieux Fort     | 4 100                | 2 827                | 2 899           | Vieux Fort   |
| 8.                      | Morne du Don   | n.a.                 | 2 679                | 2 845           | Castries     |
| 9.                      | Marchand       | n.a.                 | 2 576                | 2 736           | Castries     |
| 10.                     | Micoud         | 3 300                | 2 619                | 2 631           | Micoud       |
| 11.                     | Laborie        | 1300                 | 2 638                | 2 574           | Laborie      |
| 12.                     | Grande Rivière | n.a.                 | 2 031                | 2 448           | Gros Islet   |
| 13.                     | Augier         | n.a.                 | 2 176                | 2 231           | Vieux Fort   |
| 14.                     | Soufrière      | 3 000                | 1997                 | 1959            | Soufrière    |
| 15.                     | Anse-la-Raye   | 1500                 | 1405                 | 1480            | Anse-la-Raye |
| 16.                     | Canaries       | 1000                 | 1334                 | 1306            | Canaries     |
| 17.                     | Gros Islet     | 1400                 | 679                  | 783             | Gros Islet   |
| 18.                     | Cap Estate     | 400                  | n.a.                 | 699             | Gros Islet   |
| 19.                     | Choiseul       | 400                  | 313                  | 302             | Choiseul     |
| 20.                     | Choc           | 40                   | n.a.                 | 52              | Gros Islet   |

## Közigazgatása és politikai rendszere
1924-től képviseleti kormányzattal rendelkezik (mindenkire kiterjedő szavazati jog csak 1953-tól létezik).

### Alkotmány, államforma

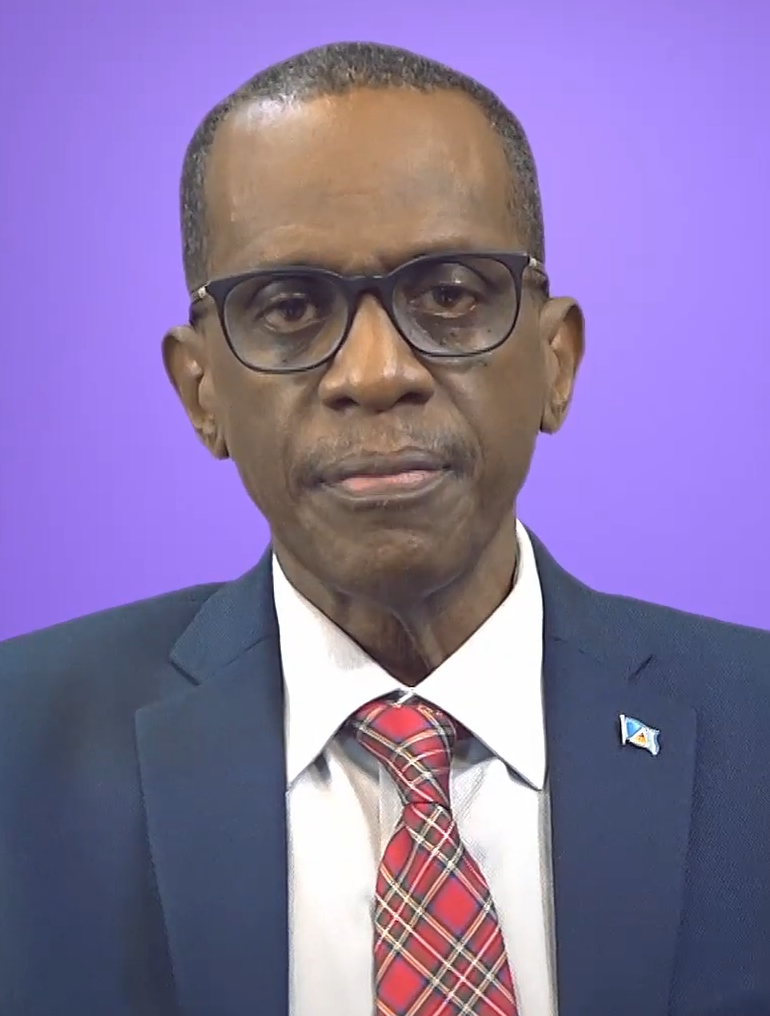
Philip J Pierre miniszterelnök (2021)

Saint Lucia államformája alkotmányos monarchia, a Nemzetközösség tagjaként alkotmányos rendszere az Egyesült Királyságén alapul.
A jelenleg hatályos alkotmányt 1978-ban a Brit parlament fogadta el a Saint Lucia-i képviselőház jóváhagyásával. Az alkotmány 1979. február 22-én lépett érvénybe a sziget függetlenedésekor.

### Törvényhozás, végrehajtás, igazságszolgáltatás
Saint Lucián a végrehajtó hatalmat a mindenkori brit uralkodó bírja, aki egyben az ország államfője. A Korona képviselője a szigeten az uralkodó által kinevezett főkormányzó. A politikai végrehajtó hatalmat a miniszterelnök és kormánya képviseli. Az alkotmány értelmében a főkormányzó a kormány tanácsa alapján jár el.
Saint Lucia jelenlegi államfője III. Károly brit király, főkormányzója Neville Cenac. Az ország miniszterelnöke Allen Chastanet 2016 júniusa óta.
Az alkotmány értelmében a törvényhozó hatalmat a parlament gyakorolja, amely az uralkodóból és két kamarából, képviselőházból és szenátusból áll. A képviselőház tagjainak száma megegyezik a választókörzetek számával, amelyet törvény szab meg. Saint Luciának jelenleg tizenhét választókörzete, és így tizenhét képviselője van. A szenátus tizenegy tagú, a szenátorokat a főkormányzó nevezi ki: hatot a miniszterelnök és hármat az ellenzék vezetőjének javaslata alapján, kettőt pedig vallásos, gazdasági és társadalmi szervezetek bevonásával, saját megítélése szerint. A képviselőket ötévente választják, emellett a szenátorok hivatali ideje is öt év.
Az igazságszolgáltatást a Supreme Court képviseli. Az ország alkotmánya elismeri a halálbűntetést. 1987 és 2001 között 18 alkalommal hajtottak végre ilyen ítéletet.

### Közigazgatási beosztás
Az ország 11 kerületre van felosztva:
| szám | kerület      | terület (km²) | lakosság | népsűrűség (fő/km²) |
| ---- | ------------ | ------------- | -------- | ------------------- |
| 1    | Anse-la-Raye | 31            | 6.495    | 210                 |
| 2    | Canaries     | 16            | 1.906    | 119                 |
| 3    | Castries     | 79            | 61.341   | 776                 |
| 4    | Choiseul     | 31            | 6.372    | 206                 |
| 5    | Dennery      | 70            | 12.773   | 182                 |
| 6    | Forest       | 78            | 0        | 0                   |
| 7    | Gros Islet   | 101           | 19.816   | 196                 |
| 8    | Laborie      | 38            | 7.978    | 210                 |
| 9    | Micoud       | 78            | 17.153   | 220                 |
| 10   | Soufrière    | 51            | 7.328    | 144                 |
| 11   | Vieux Fort   | 44            | 16.329   | 371                 |
|      | összes       | 617           | 158.076  | 256                 |

### Politikai pártok
- Egyesült Munkapárt (United Workers Party – UWP)
- Saint Lucia Munkapárt (St. Lucia Labour Party – SLP)

### Főkormányzók
| Név                     | hivatali ideje                         |
| ----------------------- | -------------------------------------- |
| Vincent Floissac        | 1987. április 30. – 1988. október 10.  |
| Sir Stanislaus A. James | 1988. október 10. – 1996. június 1.    |
| Sir George Mallet       | 1996. június 1. – 1997. szeptember 17. |
| Dame Pearlette Louisy   | 1997–2017. dec. 31.                    |
| Neville Cenac           | 2018–                                  |

## Gazdasága

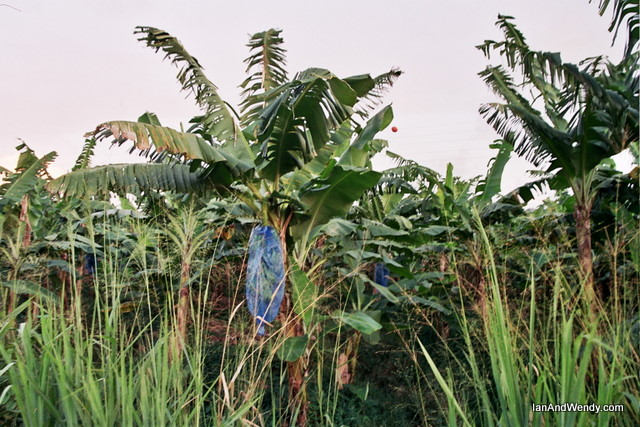
Banánültetvény

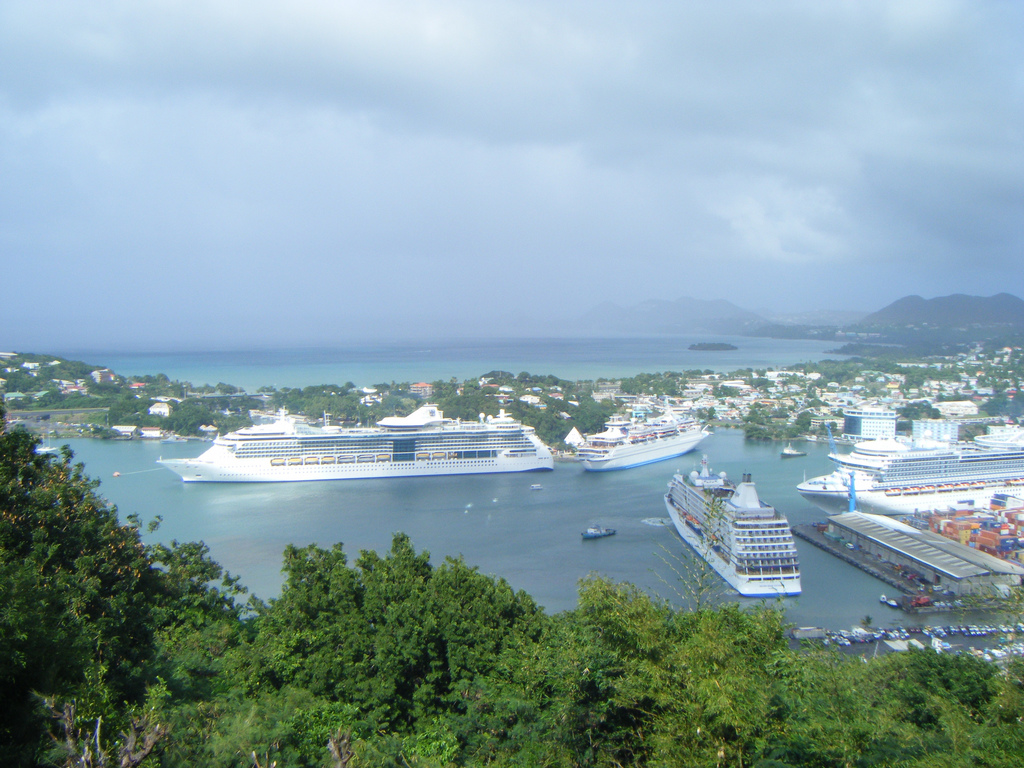
Luxushajók a főváros kikötőjében

A szigetország külföldi vállalkozásokat és befektetéseket vonzott, különösen az offshore banki és a turisztikai ágazatokban. A turizmus Saint Lucia fő munkahely- és jövedelemforrása – amely 2020 táján a GDP 65%-át teszi ki – és a sziget fő devizabevételi forrása.

### Szektorai
- Mezőgazdaság, erdőgazdálkodás, halászat

Cukornád-, gyapot-, kakaó termesztés. Legfontosabb terményei és egyben kiviteli cikkei is a banán és a kókuszdió.
- Ipar, szolgáltatások

Főbb ágazatok: idegenforgalom; ruházat, elektronikai alkatrészek összeszerelése, italok és hullámkarton dobozok gyártása, mészfeldolgozás, kókuszfeldolgozás. 

### Külkereskedelem
Export: 
- Főbb partnerek 2019-ben:  Egyesült Államok 29%,  Uruguay 16%, Barbados 8%, Trinidad és Tobago 5,5%, Egyesült Királyság 6%, Dominika 6%, Guyana 5%, Franciaország 5%
- Főbb áruk: sör, nyersolaj, ékszerek, rum, banán, ruházat, kakaó, zöldség, gyümölcs, kókuszolaj.

Import: 
- Főbb partnerek 2019-ben:  Kolumbia 46%,  Egyesült Államok 30%, Trinidad és Tobago 5%
- Főbb áruk: élelmiszerek, iparcikkek, gépek, járművek, vegyszerek, üzemanyag.

## Közlekedés

### Légi
Az ország egyetlen nemzetközi reptere a Hewanorra International Airport (IATA-code: UVF), a sziget déli csücskében, a fővárostól 30 km-re helyezkedik el. Az országba a British Airways (BA) és a BWIA West Indies Airways (BW) társaságokkal közvetlenül lehet eljutni, míg ha Frankfurt am Mainból indulunk, Barbadoson át kell szállni.

### Közút
Saint Lucia útjainak hossza 1210 km, ebből 63 km aszfaltozott. A közlekedés bal oldali, hasonlóan Nagy-Britanniához. Az utak többsége kétsávú, viszont szűkek.

### Vízi
A legfontosabb kikötők: Castries, Cul-de-Sac és Vieux-Fort.

## Telekommunikáció
| Hívójel prefix | J6 |
| ITU zóna       | 11 |
| CQ zóna        | 8  |

## Kultúra

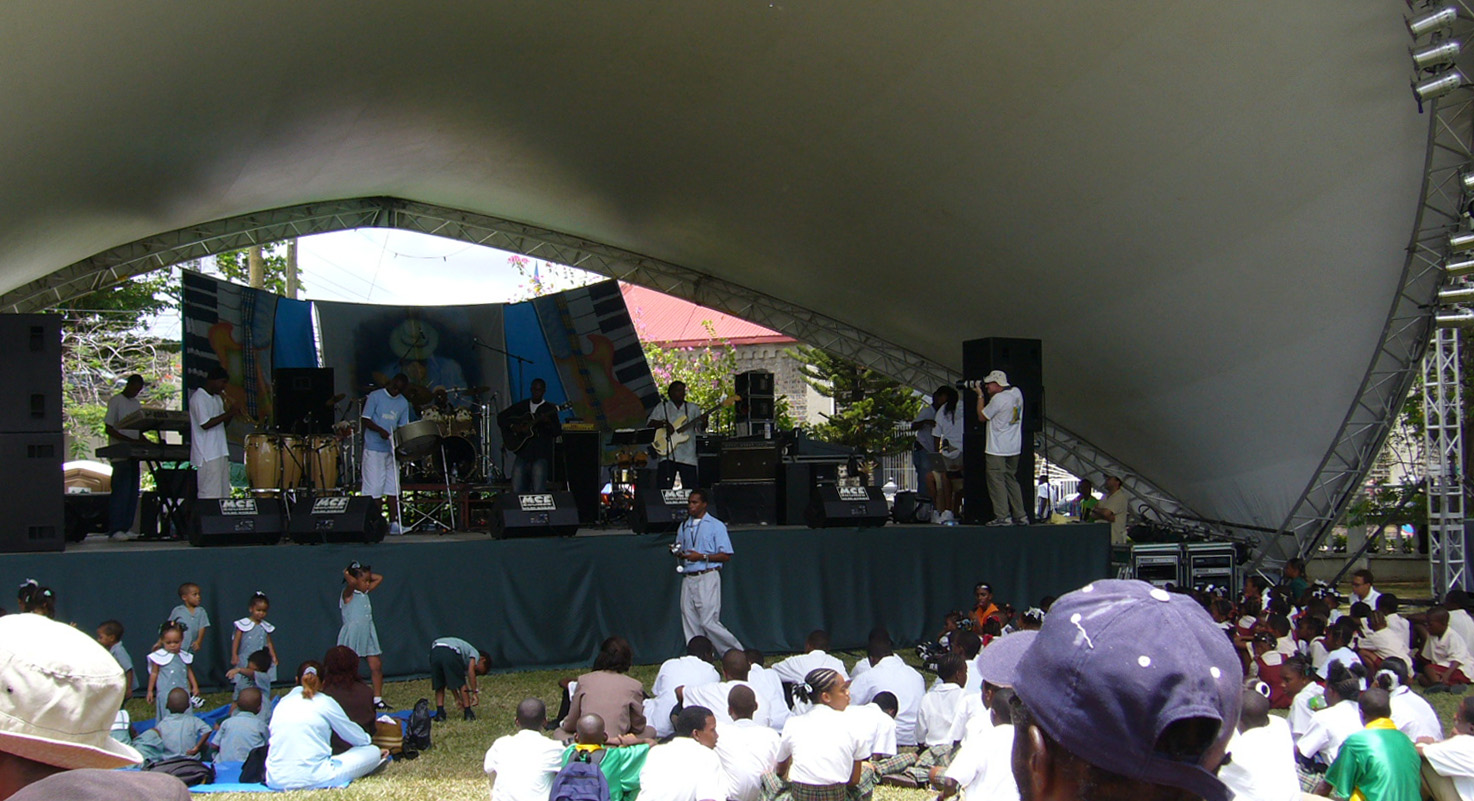
Dzsessz-fesztivál, Castries

Saint Lucia kultúráját afrikai, kelet -indiai, francia és angol örökség befolyásolta.
Az év legnagyobb fesztiválja a Saint Lucia Dzsessz Fesztivál. Május elején, a sziget több helyszínén tartják, és a világ minden tájáról vonz érdeklődőket és zenészeket.

### Nobel-díjasok
A népességhez viszonyítva a Nobel-díjasok igen magas arányával büszkélkedhet: Sir Arthur Lewis 1979-ben nyerte el a közgazdasági Nobel-díjat, a költő, Derek Walcott 1992-ben pedig irodalmi Nobel-díjat kapott.

### Művészetek

#### Zene, tánc
Jellemzőek az olyan karibi zenei műfajok, mint a calypso, a soca, a dancehall, a reggae, compas, a zouk és a salsa, de Saint Lucia erős őshonos népzenei hagyományokkal is rendelkezik. 1991 óta minden májusban Saint Lucia ad otthont a nemzetközileg elismert Jazz Fesztiválnak. 2013-ban a fesztivált átnevezték a The Saint Lucia Jazz & Arts Festival-ra, amely magában foglalja a kultúrát, a vizuális művészetet, az alternatív zenét, a divatot és a gasztronómiát.
A táncot a karibi kultúra ihlette, és aktívan követi azt ma is. Népszerű néptánc a kwadril.

### Gasztronómia
Az ország gasztronómiája a francia konyhához áll közel. A borsot szívesen alkalmazzák.
Az egzotikus gyümölcsök (mangó, papaja, ananász) elterjedtek.

## Sport

### Krikett

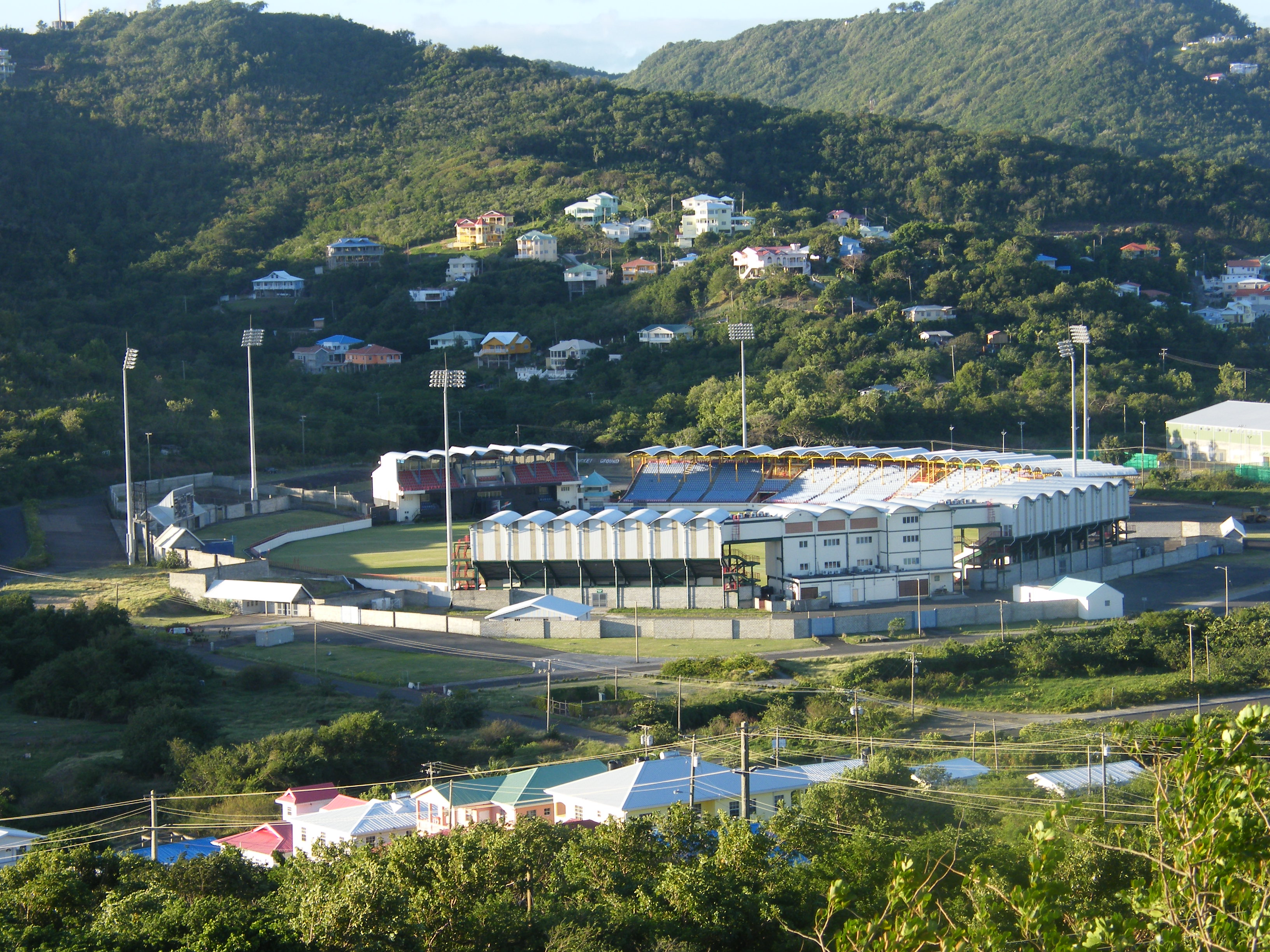
A krikett népszerű sport a szigeten. A képen a Beausejour Krikettstadion, amely nemzetközi játékoknak is helyet ad

Az országban igen népszerű a krikett; Saint Lucia az egyik tagja a több kis országot tömörítő, többszörös világbajnok karib-térségi krikettválogatottnak is. Ebből az országból származik többek között a világhírű Daren Sammy is. A térségben működő Caribbean Premier League (CPL) nevű Húsz20-as krikettbajnokság helyi képviselője a Saint Lucia Kings.

### Olimpia
Julien Alfred (született 2001. június 10-én) Saint Lucian sprinter. Aranyérmet szerzett a 2024-es nyári olimpián 100 méteren, ezzel új országos rekordot állított fel 10,72 mp-vel a döntőben. Ezzel egy időben történelmet is írt, mert az ő aranyérme lett az első olimpiai érme Saint Lucia számára. Ezután 200 méteren ezüstérmet szerzett szintén a párizsi nyári olimpián. Alfred 60 méteren is aranyérmet szerzett a 2024-es fedett pályás atlétikai világbajnokságon.

## Média
- Radio St. Lucia – állami rádió
- The Wave – magánrádió
- Helen Television Service
- The Voice – újság
- The Star – újság

## Állami ünnepek
- Január 1./2.: újév
- február 22.: függetlenség napja
- tavasz: nagypéntek
- tavasz: húsvétvasárnap és húsvéthétfő
- május 1.: a munka napja
- május/június: pünkösdhétfő
- augusztus 1.: A felszabadulás napja
- október 2.: Új kenyér ünnepe
- December 13. Lucia (Luca)-nap
- december 25./26.: karácsony

## Hasznos információk
Az országban a hálózati feszültség 220 volt és 50 Hz a váltóáram. (Néhány hotelben csak 110 volt, és 60 Hz.)
A hotelekben és az éttermekben a borravaló általában 10-15%, míg a taxisofőrök is elvárnak egy keveset.

## Turizmus
Saint Lucia strandjairól ismert, de ezek közül néhány fekete vulkáni homokkal borított. A levegő hőmérséklete átlagosan 27 °C, egész éven át. Számos vízi kalandot kínál, a sznorkelezéstől a jetskin át a vitorlázásig.
Az American Express Travel 2006-ban közzétett jelentése szerint St. Lucia a világ legnépszerűbb esküvői célpontja. A jelentés szerint ekkor St. Lucia olyan híres helyeket utasított maga mögé, mint Las Vegas és a Maldív-szigetek.

## Galéria

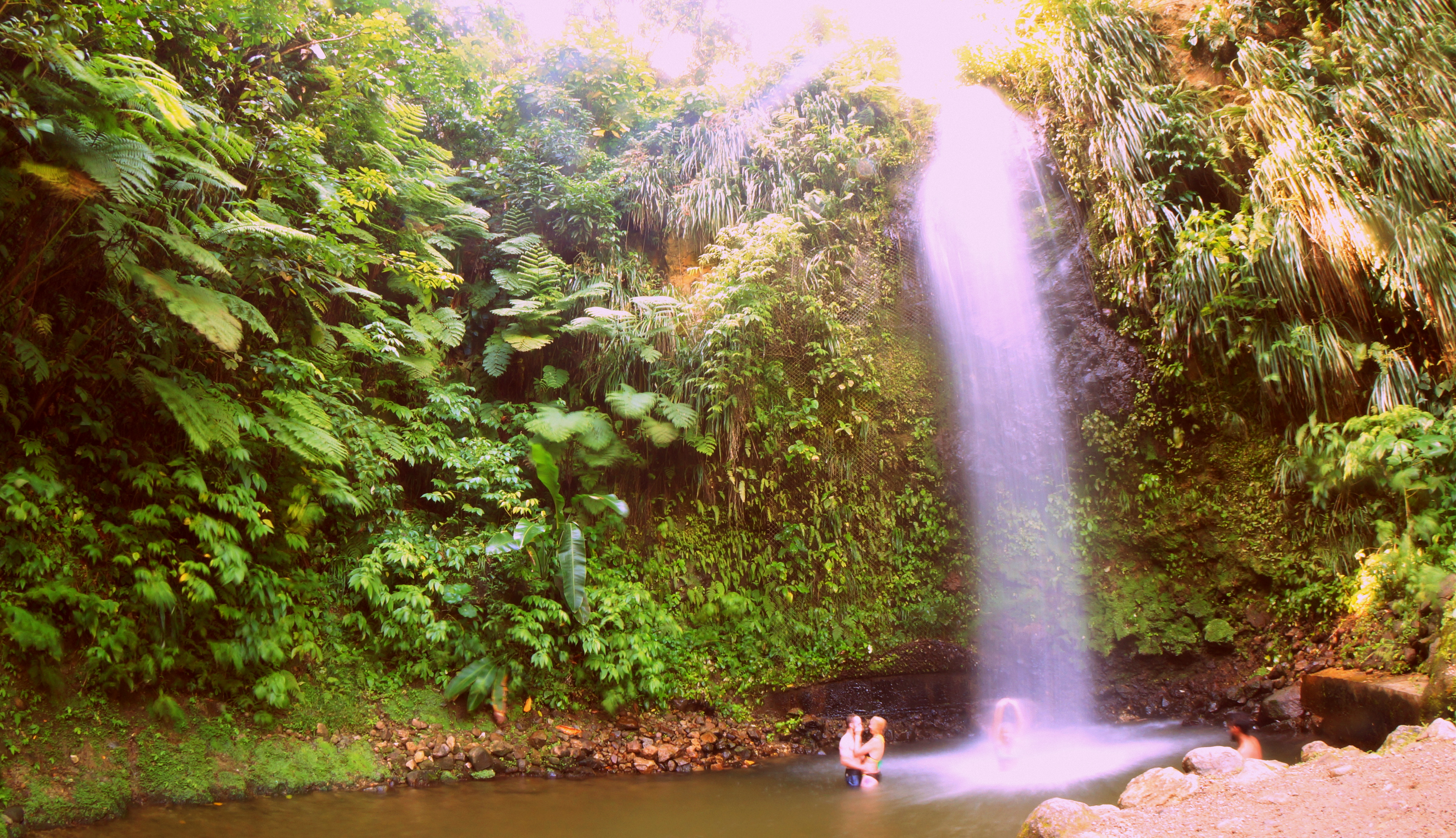
Toraille-vízesés
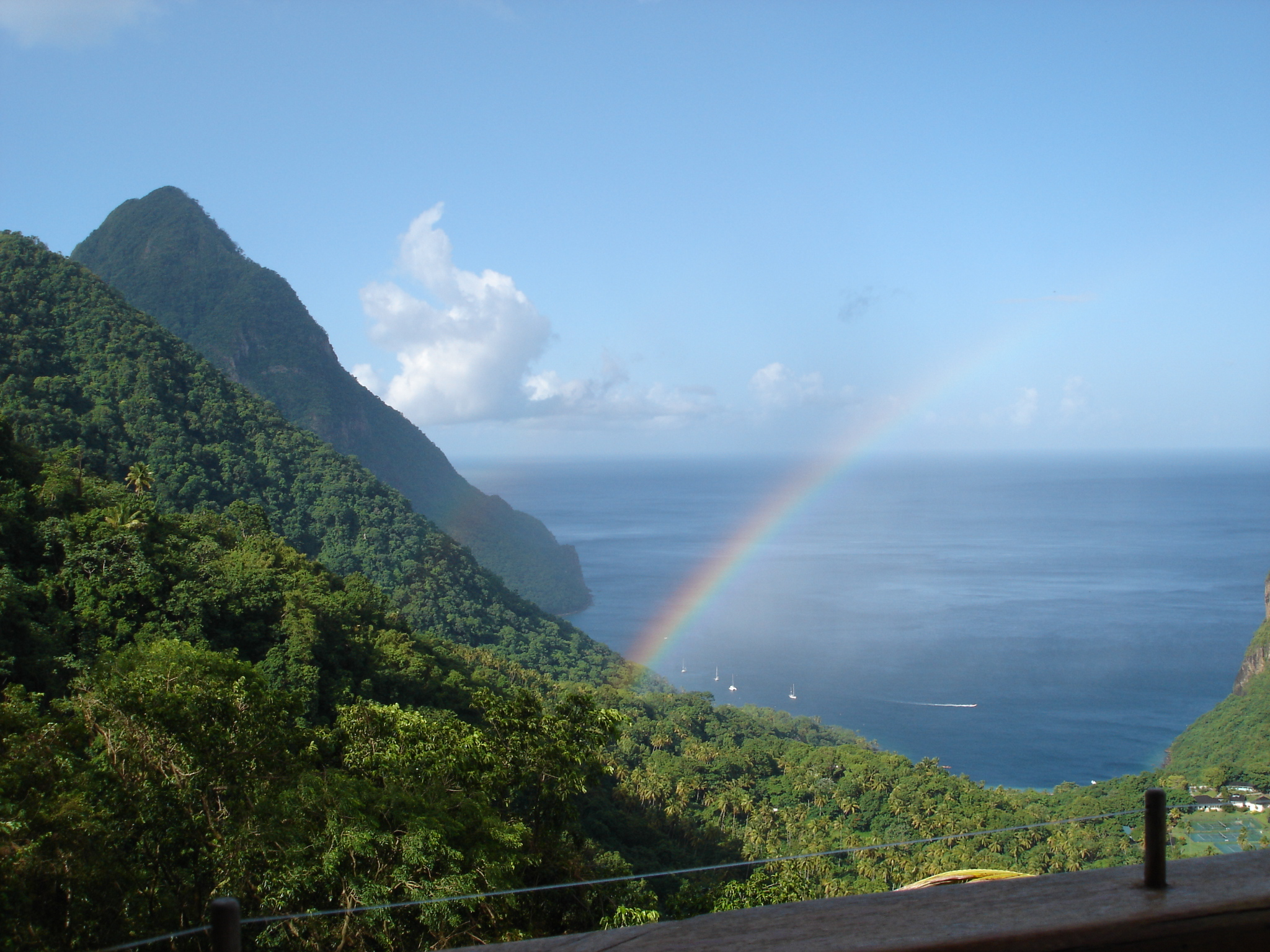
Gros Piton
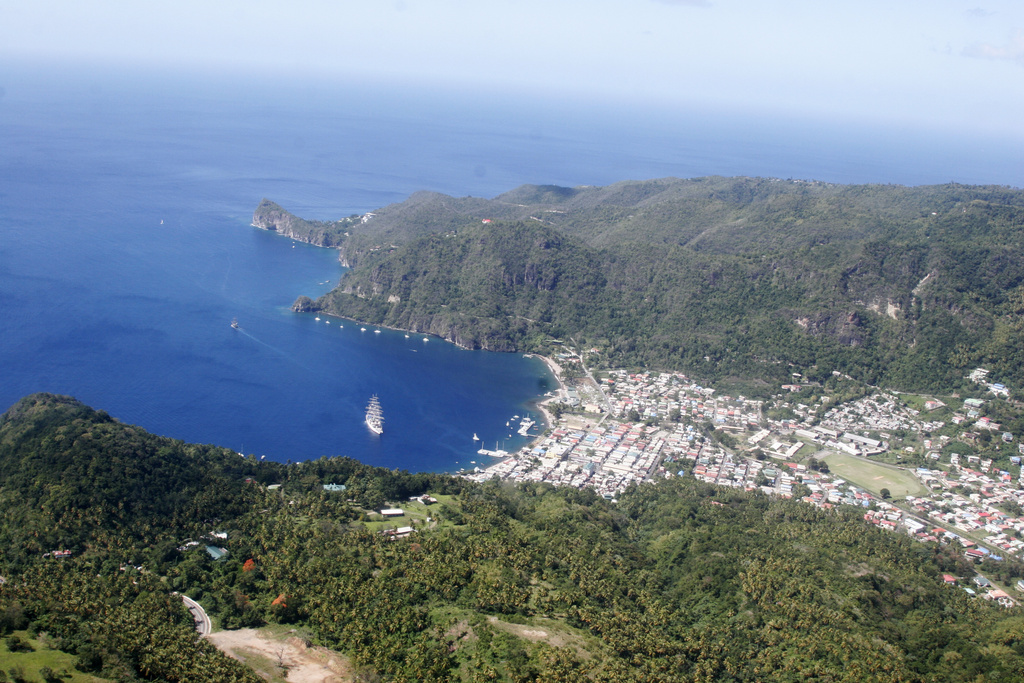
Soufrière-öböl
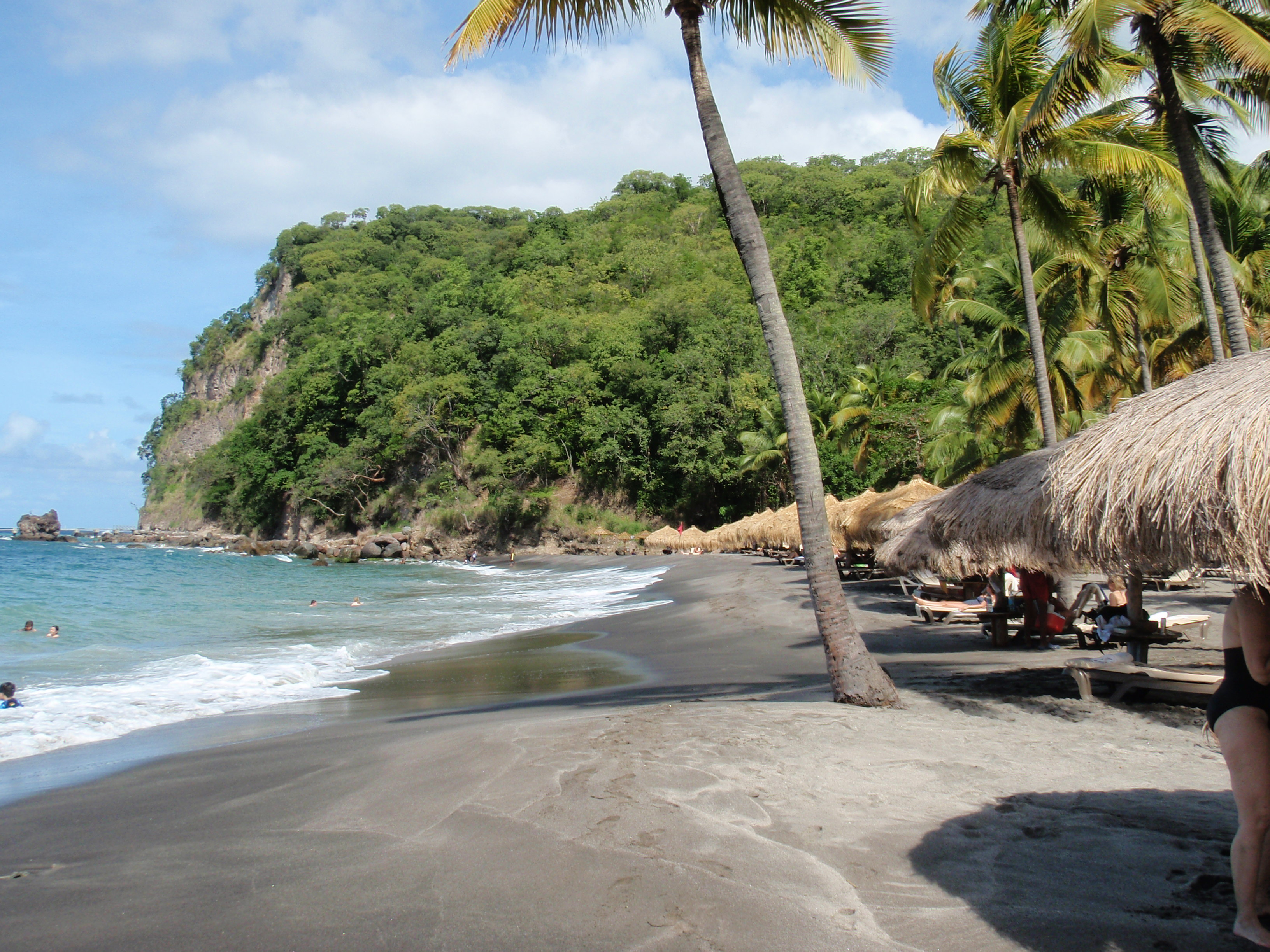
Anse Chastanet fekete homokos strandja
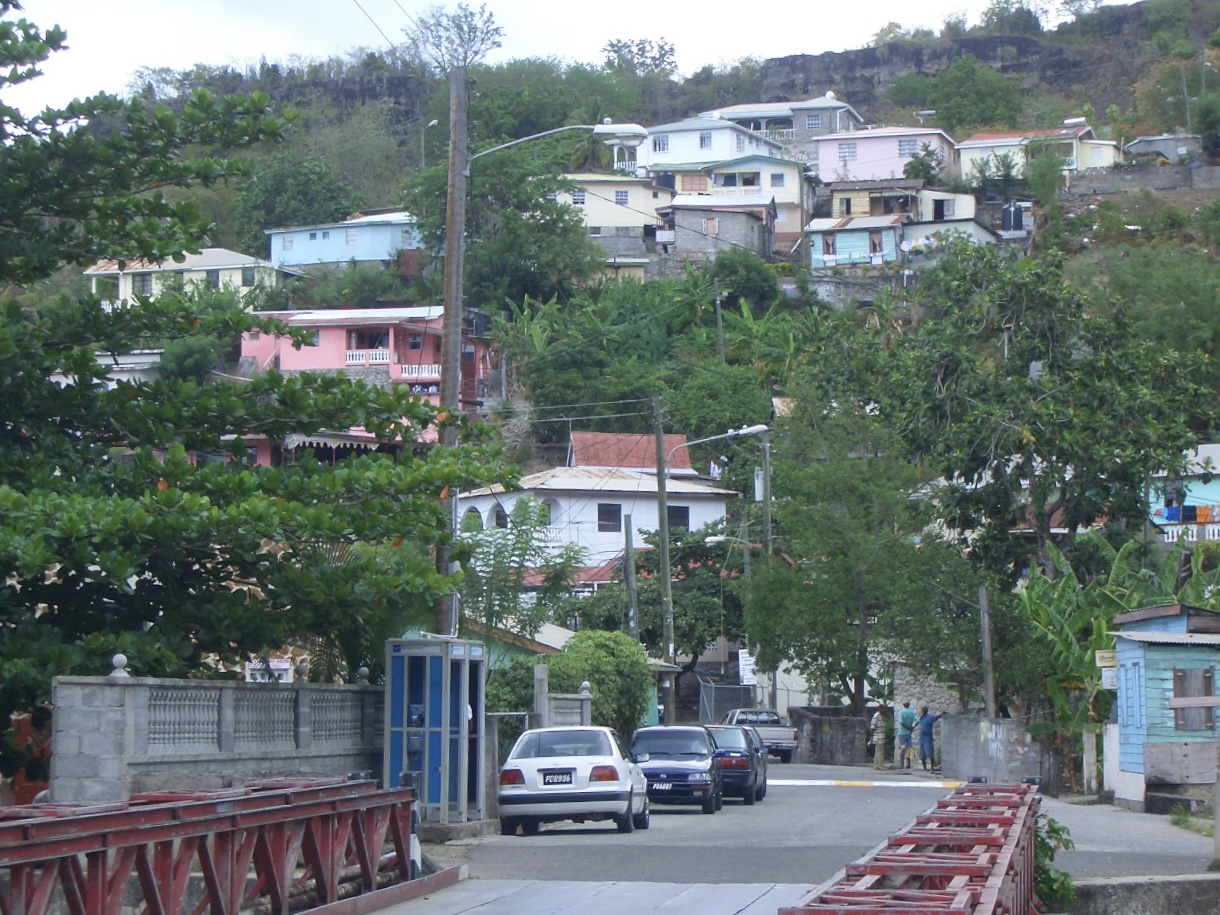
Házak a hegyoldalban